# Regiony fizjograficzne Stanów Zjednoczonych

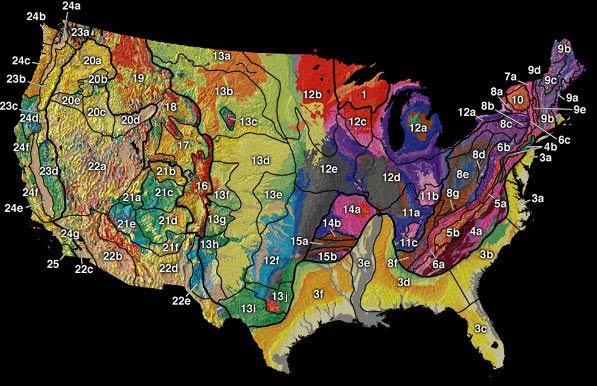
Mapa wykonana przez USGS, przedstawiająca obszary paleogeologiczne i granice między poszczególnymi rejonami fizycznogeograficznymi w USA: Płaskowyż Laurentyński (1), Równina Atlantycka (2-3), Appalachy (4-10), Wewnętrzne równiny (11-13), Wewnętrzny region górski (14-15), Góry Skaliste (16-19), Śródgórskie wyżyny (20-22), Góry Nadbrzeżne (23-25).

Poniższa lista przedstawia regiony fizycznogeograficzne w kontynentalnej części Stanów Zjednoczonych która składa się z 8 głównych części, 25 prowincji i 85 sekcji. Zostały one określone przez Nevina Fennemana w 1931 roku.

## Płaskowyż Laurentyński
1. Wyżyna Superior

## Równina Atlantycka

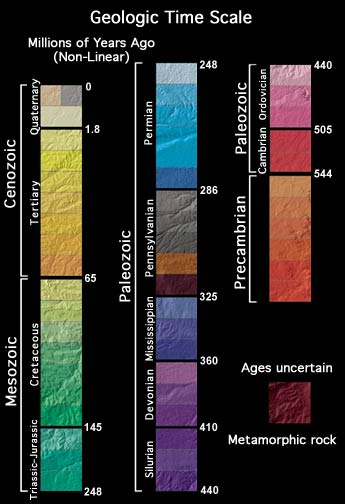
Legenda barw do mapy, odnosząca się do danych okresów geologicznych.

2. Szelf kontynentalny (nie pokazany na mapie)
3. Nizina Nadbrzeżna
3a. sekcja Embayed
3b. sekcja Sea Island
3c. sekcja Floryda
3d. wschodnia część nadbrzeżnej równiny nad Zatoką Meksykańską
3e. równina Missisipi
3f. zachodnia część nadbrzeżnej równiny nad Zatoką Meksykańską

## Appalachy
4. prowincja Piedmont
4a. wyżyna Piedmont
4b. nizina Piedmont
5. prowincja Pasmo Błękitne
5a. północna sekcja
5b. południowa sekcja
6. prowincja Pasmo i dolina Appalachów
6a. sekcja Tennessee
6b. środkowa sekcja
6c. sekcja Dolina Hudson
7. prowincja Dolina Rzeki Świętego Wawrzyńca
7a. sekcja Dolina Champlain
7b. północna sekcja (nie pokazana na mapie)
8. prowincja Wyżyny Appalaskie
8a. sekcja Dolina Mohawk
8b. sekcja Catskill
8c. południowa sekcja stanu Nowy Jork
8d. sekcja Płaskowyż Allegheny
8e. sekcja Kanawha
8f. sekcja Płaskowyż Cumberland
8g. sekcja gór Cumberland
9. prowincja Nowa Anglia
9a. sekcja Niziny Nadmorskiej
9b. sekcja wyżyny Nowa Anglia
9c. sekcja Góry Białe
9d. sekcja Góry Zielone
9e. sekcja Taconic
10. prowincja Adirondack

## Wewnętrzne równiny
11. prowincja wewnętrznych niskich płaskowyżów 
11a. wyżyna Rim
11b. Nizina Lexington
11c. obniżenie Nashville
12. prowincja centralnych nizin 
12a. wschodnie jezioro
12b. zachodnie jezioro
12c. płaskowyż Wisconsin
12d. równina Till
12e. równina Dissected Till
12f. równina Osage
13. Wielkie Równiny
13a. płaskowyż Coteau du Missouri (zlodowaciały)
13b. płaskowyż Coteau du Missouri (nie zlodowacialy)
13c. Black Hills
13d. równina High Plains
13e. równina Border
13f. Colorado Piedmont
13g. Raton
13h. dolina Pecos
13i. Płaskowyż Edwardsa
13j. Central TX

## Wewnętrzny region górski
14. prowincja Wyżyna Ozark
14a. wyżyna Springfield – Salem
14b. Góry Boston
15. prowincja Ouachita
15a. dolina Arkansas
15b. Góry Ouachita

## Góry Skaliste
16. prowincja południowego regionu Gór Skalistych
17. prowincja obniżenia Wyoming
18. prowincja centralnego regionu Gór Skalistych
19. prowincja północnego regionu Gór Skalistych

## Śródgórskie wyżyny
20. prowincja Wyżyna Kolumbii
20a. wyżyna Walla Walla
20b. Góry Błękitne
20c. Payette
20d. nizina Snake River
20e. obniżenie Harney
21. prowincja Wyżyna Kolorado
21a. wyżyna Utah
21b. obnizenie Uintah
21c. Canyon Lands
21d. Navajo
21e. Wielki Kanion Kolorado
21f. Datil-Mogollon
22. prowincja Basin and Range
20a. Wielka Kotlina
20b. Pustynia Sonora
20c. Salton Sink
20d. Wyżyna Meksykańska
20e. Sacramento

## Góry Nadbrzeżne
23. prowincja łańcuch górski Góry Kaskadowe – Sierra Nevada
23a. północny region Gór Kaskadowych
23b. centralny region Gór Kaskadowych
23c. południowy region Gór Kaskadowych
23d. Sierra Nevada
24. prowincja nad Pacyficzna
24a. niecka Puget
24b. Góry Olympic
24c. Oregon Coast Range
24d. Klamath Mountains
24e. Dolina Kalifornijska
24f. California Coast Ranges
24g. Transverse Ranges
25. prowincja dolna Kalifornia